# Bonneville-Aptot
Bonneville-Aptot – miejscowość i gmina we Francji, w regionie Normandia, w departamencie Eure.
Według danych na rok 1990 gminę zamieszkiwało 161 osób, a gęstość zaludnienia wynosiła 22 osoby/km² (wśród 1421 gmin Górnej Normandii Bonneville-Aptot plasuje się na 738. miejscu pod względem liczby ludności, natomiast pod względem powierzchni na miejscu 514.).